# Pleistoanax van Sparta
Pleistoanax (Grieks: Πλειστοάναξ), was koning van Sparta die regeerde van 458 - 445 v.Chr. en van 426 - 409 v.Chr. Hij was lid van de Agiaden. Hij was de neef en opvolger van Pleistarchus, en werd zelf opgevolgd door Pausanias II. 
Hij was de zoon van regent Pausanias I, die te schande gemaakt werd wegens collaboratie met de Perzen. Daardoor was Pleistoanax als de dood om vrede te sluiten met de Perzen, tijdens de Perzische Oorlogen: hij wilde niet dezelfde fout maken als zijn vader. Desondanks werd hij toch verbannen, samen met zijn adviseur Cleandrides, in 445 v.Chr. Hij zou zich hebben laten omkopen door de Atheense generaal Perikles, om de troepen van de Peloponnesische Bond terug te trekken uit Eleusis, dat gedomineerd werd door de rivaliserende Delisch-Attische Zeebond. Sommige wetenschappers twijfelen echter aan zijn verbanning, omdat er eigenlijk geen echte bewijzen voor zijn. De volgens hen echte reden voor zijn verbanning is dat de Atheense generaal Perikles met Pleistoanax wilde onderhandelen over vrede tijdens de Peloponnesische Oorlog. Tijdens zijn afwezigheid werd hij in theorie vervangen door zijn nog minderjarige zoon Pausanias II.
In 426 v. Chr.  werd  Pleistoanax teruggeroepen en werd hij hersteld in zijn eer, naar aanleiding van een advies van het Orakel van Delphi. Sommige wetenschappers denken dan weer dat hij geknoeid had met de Pythia.  Zijn tegenstanders verweten hem elke ramp die Sparta overkwam, maar hij slaagde er toch in om in functie te blijven tot zijn dood.